# Малая Бузовая
Малая Бузо́вая (укр. Мала Бузова) — село,
Великобузовский сельский совет,
Шишацкий район,
Полтавская область,
Украина.
Код КОАТУУ — 5325780504. Население по переписи 2001 года составляло 127 человек.

## Географическое положение
Село Малая Бузовая примыкает к селу Великая Бузовая, на расстоянии в 0,5 км от села Зелёное.
По селу протекает пересыхающий ручей с запрудой.
Рядом проходит автомобильная дорога Т-1720.